# Saint-Bauzille-de-Putois
 Saint-Bauzille-de-Putois  es una población y comuna francesa, situada en la región de Occitania, departamento de Hérault, en el distrito de Lodève y cantón de Lodève.

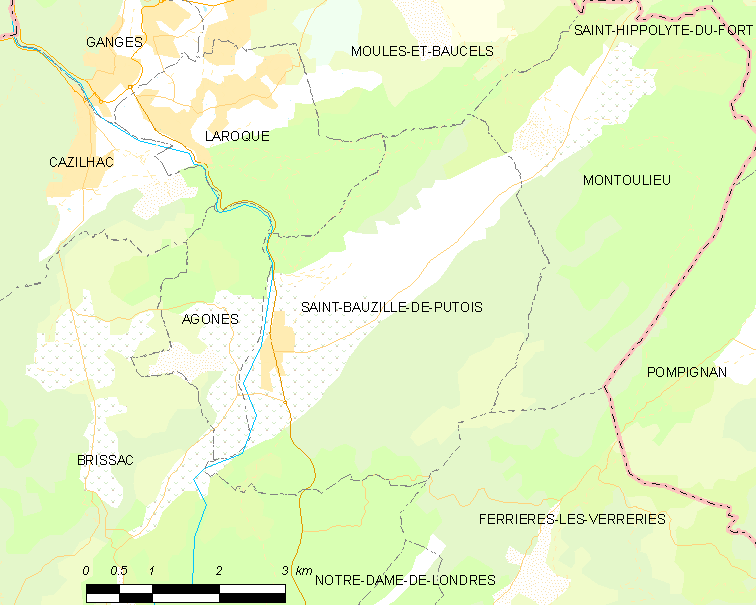
Map

## Demografía
| 1417 | 1341 | 1186 | 1108 | 1021 | 1140 | 1910 |
| Para los censos de 1962 a 1999 la población legal corresponde a la población sin duplicidades (Fuente: INSEE [Consultar]) |      |      |      |      |      |      |